# أوزفالدو راميريز
أوزفالدو راميريز (بالإسبانية: Osvaldo Ramírez)‏ هو لاعب كرة قدم أرجنتيني في مركز الوسط، ولد في 15 مارس 1984 في مدينة بارانا، انتري ريوس في الأرجنتين. لعب مع نادي أتليتكو للبنين ‏.

## وصلات خارجية
- أوزفالدو راميريز على موقع Soccerway.com (الإنجليزية)